# غرين (فرسان)
منطقة غُرين أو مباني غُرين هي إحدى المواقع الأثرية في جزر فرسان التابعة لمنطقة جازان جنوب غرب السعودية.

## الموقع
تقع في الجهة الشمالية الغربية من فرسان وتبعد عنها حوالي 6 كم، وتقع إلى الشرق من بحيرة الحريد على مكان مرتفع تحيط به من الجهتين الشرقية والغربية مزارع بني يوسف.

## مراحل الاستيطان
يكثر على سطح موقع غرين العديد من الكسر الفخارية المتنوعة، وفي الموقع ذاته تبرز أساسات مباني سكنية مبنية من الحجارة البحرية، كما يوجد بئر بنفس الموقع، وفي الجهة الجنوبية الشرقية توجد مقبرة. وقد مر الموقع كما يظهر من مبانيه أنه مر بفترتين من الاستيطان، وتنتشر المباني على حيز يبلغ طوله 300م وعرضه 150م. ومراحل الاستطيان كما يلي:

### المرحلة الأولى
بنيت الوحدات السكنية في هذه المرحلة من الحجارة الضخمة المهذبة، وتصل مقاسات الحجر الواحد إلى 140 سم طولاً و60 عرضًا وبارتفاع 100م، وبالنسبة لتقسيمات المبنى الداخلبية فهي متشابهة ومتكررة على وجه التقريب في جميع الواحدات غير أنها تختلف في مساحاتها، فهي مقسمة إلى ثلاث أو أربع تقسيمات داخلية، ولم يتم استخدام المونة في البناء.

### المرحلة الثانية
تتميز طريقة البناء في هذه المرحلة بأنه استخدم فيها حجارة مختلفة المقاسات غير مهذبة وبطريقة غير منتظمة وتم سد الفراغات فيما بينها بحجارة صغيرة، ولم يتم استخدام المونة في البناء.
وتنتشر طريقة البناء في جميع أنحاء الموقع خصوصًا في الجهة الشمالية حيث توجد أساسات لثلاث وحدات سكنية تتميز بكبر مساحتها وبتقسيماتها الداخلية شبه الموحدة، كما يوجد في الجهة الشمالية الغربية أساسات لبناء مربع الشكل على سطح مرتفع وربما أنه بني كبرج للمراقبة. ويوجد على بعد 4 م جنوب غرب الوحدات السكنية تل صغير يتوسطه حفرة بعمق 1 م يوجد في الأعلى منها أساسات حجرية مستطيلة الشكل، وربما يكون قبر على اعتبار أن اتجاهه للشمال.

## آثار غرين
تنقسم الآثار في غرين إلى قسمين: الأول: يسمى (غرين البر)، والثاني: يسمى (غرين البحر) وهو القسم الواقع بمحاذاة البحر. وقد حيكت روايات شعبية مفادها أن معركة حدثت بين القريتين؛ بسبب عجوز نمامة كانت توقد الفتنة بين الفئتين مما أدى إلى اقتتال الطرفين وهلاكهم؛ لذا أطلق مثل شعبي في فرسان نصه: (فلانة عجوزة غرين) ويطلق المثل على المرأة التي تقوم بنقل الكلام السيئ والجارح بين الناس، ولعل مايدلل على صحة هذه الرواية وجود الخندق المطمور بالتراب ومن المحتمل أن يكون قبرًا جماعيًا.
أما تفاصيل الرواية الشعبية فمردها إلى حب وقع بين فتى وفتاة من القريتين دارت حولهما الشكوك والظنون، وكان الفتى قد عزم على الزواج من الفتاة وشدت قبيلته من عزمه بغض النظر عن النتائج والعواقب ولكن أهل الفتاة وقبيلتها رفضوا طلب الفتى، وبذلك وجدت العجوز الجو المناسب لتصعيد الفتنة والخلاف بين أهالي القريتين

### البئر
ويقع في الجهة الغربية من الموقع في منحدر التلن وهو دائري الشكل يبلغ عمقه 9م، ويبلغ طول قطره 9 م، يحيط بفوهته 3 أحجار كبيرة جدًا، يوجد على أحدها كتابة بخط المسند الجنوبي مكونة من سطر واحد.

### المقبرة
تقع في الجهة الجنوبية الشرقية من الموقع على بعد 450 م تقريبًا، وهي مقبرة إسلامية تشغل مساحة 70X70 م على وجه التقريب.

### الملتقطات السطحية
جميع المعثورات تعود إلى المرحلة الاستيطانية الثانية لموقع الغرين الذي يعود تاريخه إلى الفترة الإسلامية المتأخرة، ومن الملتقطات السطحية:
- مجموعة من الكسر الفخارية (أجزاء من أبدان وقواعد لأواني فخارية، مقابض، فوهات).
- كسر فخارية مزججة.[6]

## وصلات خارجية
- 9 معالم أثرية تروي تاريخ جزيرة فرسان
- ألف موقع تحوي آثارا رومانية في فرسان